# Communautés européennes
Pour l’article ayant un titre homophone, voir Communauté européenne.

La CEE en 1973

Les Communautés européennes sont trois organisations internationales régionales ayant existé des années 1950 aux années 2000, progressivement remplacées par l’Union européenne.
Elles avaient la particularité d'avoir des institutions communes.

## Trois Communautés
Les communautés européennes étaient au nombre de trois :
- la Communauté européenne du charbon et de l'acier (CECA), qui a cessé d'exister en 2002 ;
- la Communauté économique européenne (CEE), remplacée en 1992 par la Communauté européenne, et qui a cessé d'exister en 2009[Note 1] ;
- la Communauté européenne de l'énergie atomique (CEEA, Euratom).

Les structures exécutives des trois Communautés européennes ont été fusionnées par le Traité de fusion des exécutifs communautaires, dit « traité de Bruxelles », signé le 8 avril 1965 et entré en vigueur le 1er juillet 1967. 
Les Communautés européennes formaient l'un des trois piliers de l'Union européenne. Les deux autres piliers étaient la politique étrangère et de sécurité commune (PESC), ainsi que la coopération policière et judiciaire en matière pénale (CPJP).
Les Communautés européennes étaient notamment membres de l'OCDE et de l'OMC.

### CECA
La CECA fut la première communauté créée par six États : l'Allemagne, la France, l'Italie, et les trois pays du Benelux (Belgique, Pays-Bas, Luxembourg). La Communauté européenne du charbon et de l'acier (CECA) a pour but de combiner les industries du charbon et de l'acier de ses membres pour créer un marché commun autour de ces ressources. L'objectif était d'augmenter la prospérité et diminuer les risques d'une nouvelles guerres entre ces États à travers le processus d'intégration européenne.
Fondée en 1951, elle est considérée comme l'ancêtre de l'Union européenne car elle est la première des communautés européennes. Le traité fondateur de cette communauté avait une validité de 50 ans, et il expira en 2002. Ces activités ont alors été transférées à la Communauté européenne.

### CEE
Elle fut fondée par les membres de la CECA, en 1957, grâce au traité de Rome. La CEE avait pour but de créer une union douanière et une coopération économique. Cela mena à la création du marché unique européen.
La CEE a disparu en tant que telle et est devenue la Communauté européenne, après la signature du Traité de Maastricht en 1992. La Communauté européenne a elle-même disparu après l'entrée en vigueur du Traité de Lisbonne le 1er décembre 2009, qui abolit la structure en pilier de l'union.

### CEEA (Euratom)
La CEEA fut créée le même jour que la CEE en 1957. Son objectif était d'établir un marché commun de l'énergie nucléaire et son développement parmi ses membres. 
Contrairement à la CECA, la CEEA n'avait pas de limite de validité et continue à exister. Du fait de la sensibilité de l'opinion publique en matière de nucléaire, le traité n'a pas été amendé depuis sa signature et n'aurait pas été changé par la Constitution européenne bien qu'elle tentait d'abroger les autres traités,.